# George Sadowsky
George Sadowsky (né le 30 septembre 1936 à Novotcherkassk) est un informaticien américain qui a travaillé dans un diverses organisations liées à la promotion universelle d'Internet.
Sadowsky est intronisé au Temple de la renommée d'Internet en 2013. En 2022, il reçoit le Prix Jon-Postel.

## Études
- 1953–1957 Harvard College, premier cycle ;
- 1957–1958 Université Harvard, études graduées en mathématiques ;
- 1963–1966 Université Yale, études supérieures en économie, M.A. en 1965, Ph.D. en 1988 titre de la thèse : MASH: A computer system for microanalytic simulation for policy exploration.

## Carrière professionnelle
- 1958-1962 : Sadowsky commence sa carrière chez Combustion Engineering, Inc. , où il est mathématicien appliqué et programmeur dans la division nucléaire.
- 1962-1963 : Directeur des opérations du centre informatique de l'Université Yale et assistant de recherche en économie.
- 1962-1965 : Consultant auprès d'agences gouvernementales et de projets de recherche.
- 1966-1970 : Directeur du Computer Center et chercheur principal de la Brookings Institution .
- 1971-1973 : Chercheur principal à l'Urban Institute en tant que chercheur principal.
- 1973-1986 : conseiller technique en méthodes informatiques auprès du directeur du Bureau de statistique de l'Nations Unies.
- 1986-1990 : directeur des services informatiques et réseaux académiques de l'Université Northwestern,
- 1990-2000 : directeur du centre informatique académique  de l'Université de New York.
- 2001 :  directeur exécutif du projet GIPI, (Global Internet Policy Initiative)[2]

## Responsabilités
Sadowsky est président du comité de nomination de l'Internet Corporation for Assigned Names and Numbers (ICANN) en 2005. Comme Vint Cerf, Sadowsky est membre du Conseil consultatif informatique du président bulgare Gueorgui Parvanov de mars 2002 à janvier 2012. Sadowsky est membre du comité électoral de l'Internet Society de 2005 à 2006. Il siège également au conseil d'administration de Peoplink et est membre du conseil consultatif de Bridge to Asia. Sadowsky siège au conseil d'administration de l' Internet Society de 1996 à 1999, de 2000 à 2004 et de nouveau de 2020 à 2022.   En août 2009, Sadowsky est nommé au conseil d'administration de l'ICANN Il est réélu à ce conseil en 2012 et 2015, et son dernier mandat a pris fin en octobre 2018